# Rathaus Dessau

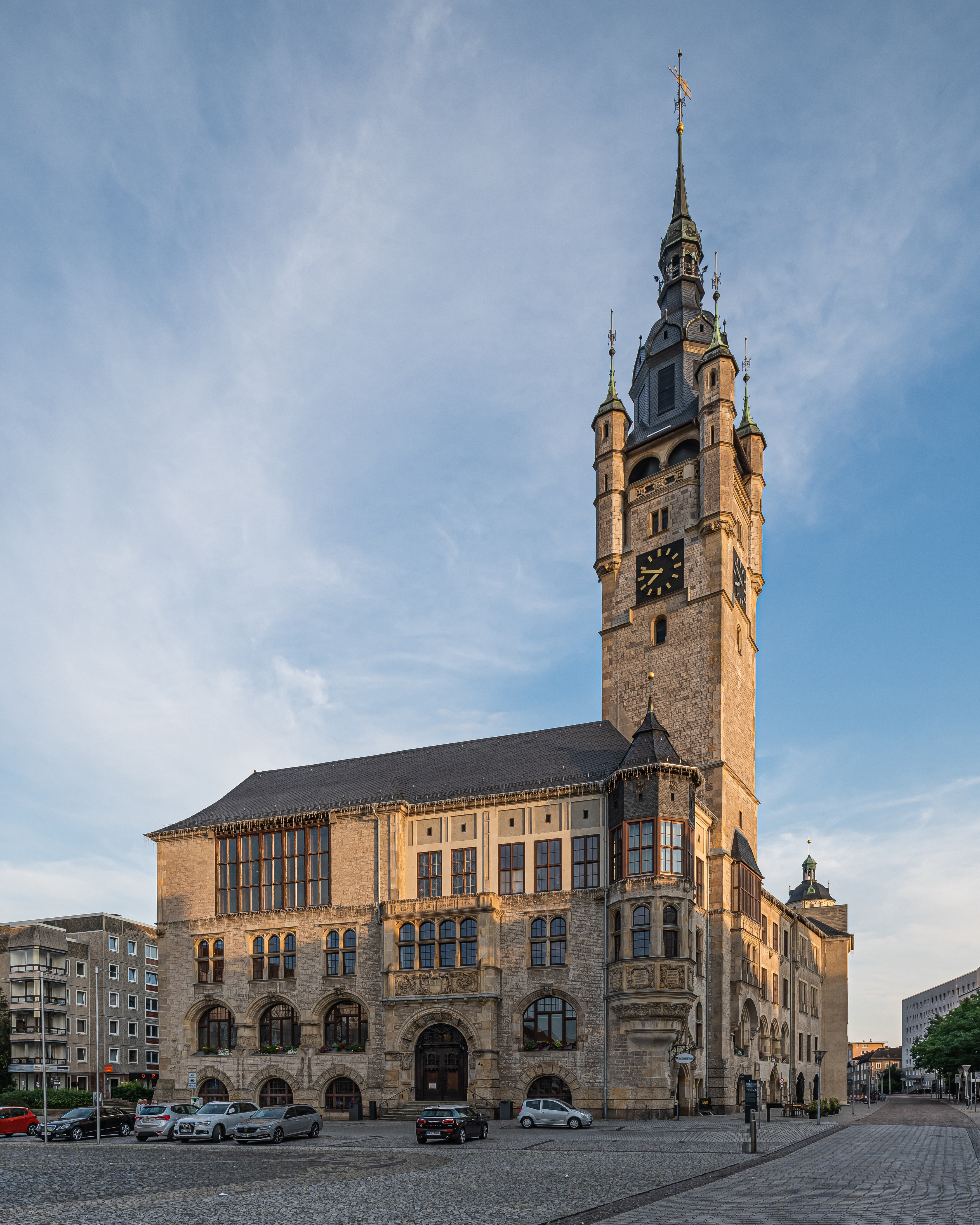
Rathaus Dessau (2022)

Das Rathaus Dessau ist ein von 1898 bis 1901 nach Plänen der Charlottenburger Architekten Reinhardt und Süßenguth erbautes Wahrzeichen der Stadt Dessau-Roßlau und Sitz der Stadtverwaltung.
Der Rathausturm ist mit einer Gesamthöhe von 73 Metern der höchste Turm in Dessau-Roßlau. Über 159 Stufen führen auf eine in 41,24 Metern Höhe gelegene Aussichtsplattform.

## Geschichte

### Vorläufer des heutigen Rathauses
Am Ort des heutigen Rathauses befand sich im 13. Jahrhundert ein Kaufhaus, welches gegen Ende des 13. Jahrhunderts vom damaligen Landesherren, Fürst Bernhard III., der Familie Dreycken als Erblehen übergeben worden war. Im Jahr 1323 wurde urkundlich erstmals ein Rat der Stadt Dessau erwähnt. Am 12. März 1336 wurde das Lehen von den Fürsten Albrecht und Waldemar der Stadt Dessau übertragen. Das Gebäude diente nun der Bürgerschaft für ihre Versammlungen genutzt und ist daher als das erste Rathaus anzusehen. Über die weitere Geschichte des Hauses ist kaum etwas bekannt. Es ist jedoch wahrscheinlich, dass es 1467 abbrannte. Auch ein Nachfolgebau scheint durch Brand zerstört worden zu sein.
Das dritte Dessauer Rathaus, mit einer großen und kleinen Ratsstube, einem Ratssaal, sowie einer Rüst- und Schatzkammer in den Obergeschossen und dem Ratskeller im Untergeschoss, wurde 1563 errichtet. Vor dem Gebäude befand sich ein, mit einer Haube gekrönter, achteckiger Turm, in welchem eine Wendeltreppe in die oberen Geschosse führte. Das Turmportal hatte einen Löwenkopf als Schlussstein eines Halbkreisbogens, zwei konsolenartigen Menschenköpfe und das in Stein gehauene Stadtwappen mit der Jahreszahl 1563. Der Giebel am Markt enthielt die Stadtuhr mit Glocke. Im Jahr 1601 erhielt der Ratskeller ein Eingangsportal mit einem Gesims, Obelisken und Bodengiebel mit Muschel.
Nach Umbauarbeiten im Jahr 1883 stellte sich bald heraus, dass die neu geschaffenen Räumlichkeiten nicht ausreichten, um die Verwaltung aufzunehmen. Im Jahre 1885 mussten ein Zimmer vom Ratskeller und 1887 ein Geschoss eines Nachbarhauses mitgenutzt werden. Am 27. April 1895 beschloss daher der Gemeinderat die Errichtung eines Neubaus.

### Heutiges Gebäude

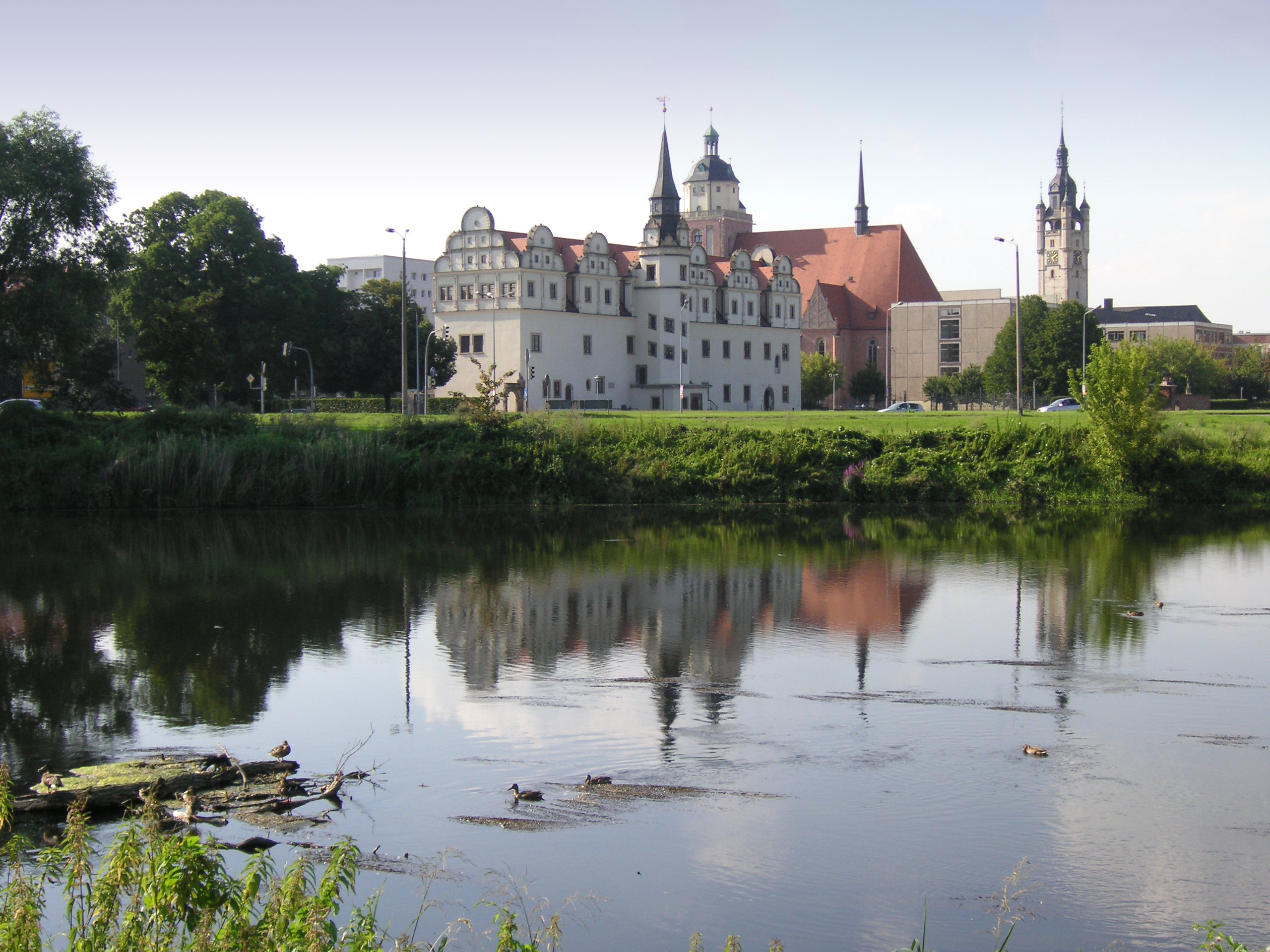
Dessauer Stadtansicht von der Mulde aus mit dem Rathausturm rechts neben dem Johannbau und der Schlosskirche St. Marien

Im August 1898 lagen die Bauzeichnungen vor. Architekt Möbius aus Berlin übernahm im Oktober 1898 die örtliche Bauleitung für das neue Rathaus. Die Stadt richtete ein besonderes Rathausbauamt ein, dessen Leitung Möbius übernahm. Ihm wurden zur Unterstützung Bauassistent Schütz, der jedoch nach wenigen Monaten verstarb, Bauassistent Kramer und Bauschreiber Stürz beigegeben.
Der Abbruch des alten Rathauses erfolgte bis Februar 1899. Ein Grundstein wurde dabei nicht gefunden. Die aus dem untersten Mauerwerk stammenden größeren Steine wurden später zur Erinnerung an das alte Rathaus mit der Bezeichnung Grundsteine vom Rathaus 1563 auf dem Kaiserplatz aufgestellt.
Der erste Spatenstich erfolgte Mitte Februar 1899, ihr folgte am Geburtstag von Herzog Friedrich I., dem 29. April 1899, die feierliche Grundsteinlegung. Der Rohbau wurde Ende des Jahres 1900 fertiggestellt. Turm- und Ratskellerportal wurden nach dem Abriss des alten Rathauses 1899 im Hof des Neubaus von 1901 wieder angebracht. In der Nacht vom 27. auf den 28. Januar und am 4. April 1901 verursachten starke Stürme erhebliche Schäden am Gebäude, unter anderem riss der Sturm in der Schloßstraße die Bekrönung des südlichen Frontgiebels aus der Höhe herunter. Die Scheiben der Fenster im großen Sitzungssaal des Rathauses wurden eingedrückt und das Dach durch herabfallende Gerüstbretter beschädigt. Nach Beseitigung der Schäden erhielt der Gebäudeflügel eine neue Wetterfahne, sowie Verzierungen aus Kupfer, da die alten für die Konstruktion zu schwer und ebenfalls beschädigt worden waren. Dadurch verlor der Turm, der bis zur äußeren Spitze ursprünglich 75 m gemessen hatte, an Höhe.
Die Fenster entstanden in der Glaswerkstatt von Rudolf und Otto Linnemann aus Frankfurt. Skizzen und alte Fotos befinden sich im Linnemann-Archiv.
Das Innere wurde auch repräsentativ gestaltet, wie eine Darstellung in der Zeitschrift Berliner Architekturwelt von 1903 zeigt: eine mit Wappen und Ornamenten von Marno Keller ausgemalte Fensterlaibung im Sitzungssaal.

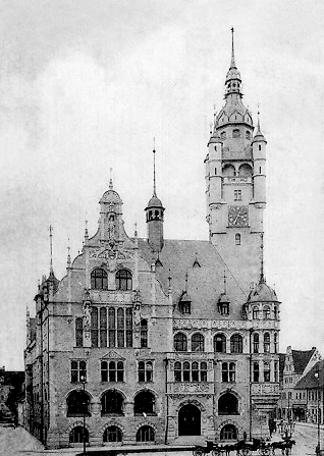
Ratsgebäude im Jahr 1902

Der Innenarchitekt Bernhard Pankok gestaltete für den Neubau einen Saal für Eheschließungen. Die Einrichtung und Ausstattung des großen Sitzungssaales lag in den Händen der Firma Gustav Kuntzsch, Wernigerode. Der Bau des neuen Rathauses kostete insgesamt etwa 1,25 Millionen Mark.
Am Abend des 2. April 1910, keine zehn Jahre nach Fertigstellung, zerstörte ein Feuer große Teile des Gebäudes.

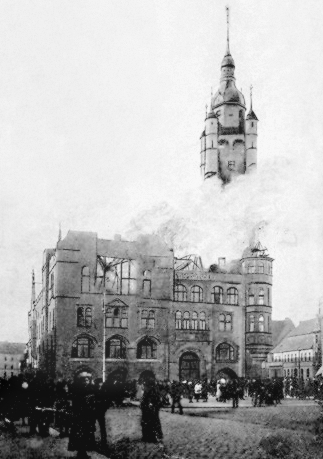
Tag nach dem Brand, 2. April 1910

Dabei wurden auch tausende, auf dem Dachboden gelagerte Aktenstücke, alte Stadtrechnungen und sonstiges Archivmaterial bis zurück in die Zeiten des Dreißigjährigen Krieges, sowie die Bauzeichnungen des Rathauses vernichtet. Am 4. April 1910 beschloss der Gemeinderat den Wiederaufbau, der erneut den Architekten Reinhardt und Süssenguth übertragen wurde, die schon den Neubau ausgeführt hatten.
Ab dem 3. Mai 1912 stand der in alter Form hergerichtete Sitzungssaal dem Gemeinderat wieder zur Verfügung. Die Wiederherstellungsarbeiten mit einigen Verbesserungen und Ausbauten kosteten 319.000 Mark, die bis auf rund 63.000 Mark durch die Zahlungen der Versicherungen (Landesbrandkasse und einige Privatgesellschaften) gedeckt waren.
Von 1934 bis 1935 wurde der Ostflügel des Rathauses verlängert, da der Platz im Gebäude erneut nicht mehr ausreichte. Es beherbergte damals Institutionen wie die Sparkasse, die Feuerwache oder eine Polizeistation, die heutzutage außerhalb von Rathausmauern zu finden sind. Figuren und Reliefs, wie die Feuerwehrhelme über den Toren im alten Innenhof, in der Außenfassade des Rathausbaus weisen jedoch teilweise noch auf diese Nutzung hin. Auf die Polizeistation weisen die eisernen Gitter und Tore im Erdgeschoss hin. Bereits Jahre zuvor mussten Abteilungen ausgelagert werden. Ein schon 1910 im Zuge der Wiederherstellung nach dem Brand erstelltes Erweiterungsprojekt konnte aufgrund des Ersten Weltkriegs und in der Nachkriegszeit mit der Inflation nicht ausgeführt werden.
Bei dem schwersten der Luftangriffe auf Dessau, am 7. März 1945 brannte das Obergeschoss des Rathauses im Zweiten Weltkrieg aus, große Teile der Bausubstanz, die Räume des Ratskellers und das Erdgeschoss blieben jedoch erhalten. Dort nahm die neu gebildete Stadtverwaltung ab Juli 1945 ihre Arbeit auf.
Die im Zweijahresplan 1949/1950 vorgesehenen Mittel für einen Wiederaufbau des Rathauses dienten vor allem zur Realisierung baulicher Veränderungen: Die Giebel zum Markt hin und am Ost- und Westflügel wurden nicht wieder errichtet. Anstelle des hohen Satteldachs wurde ein flacheres ohne Dachreiter und Luken errichtet. Der Erker an der Ecke blieb in seiner vereinfachter Gestalt erhalten. Der Ostflügel erhielt an seinem Südende einen schmalen Kopfbau, in welchem sich ein zweites Treppenhaus verbarg. Auch der Westflügel wurde erweitert und an die alte Südfront angebunden. Ein schneller Wiederaufbau scheiterte vor allem am Materialmangel in der DDR der Nachkriegszeit. Im Dezember 1950 wurde Richtfest gefeiert und am 18. November 1952 die westliche Eingangshalle freigegeben. Auch in diesem etwas erweiterten Gebäude fanden nicht alle Dienststellen der Verwaltung Platz, so dass einige weiterhin in Außenstellen untergebracht blieben.

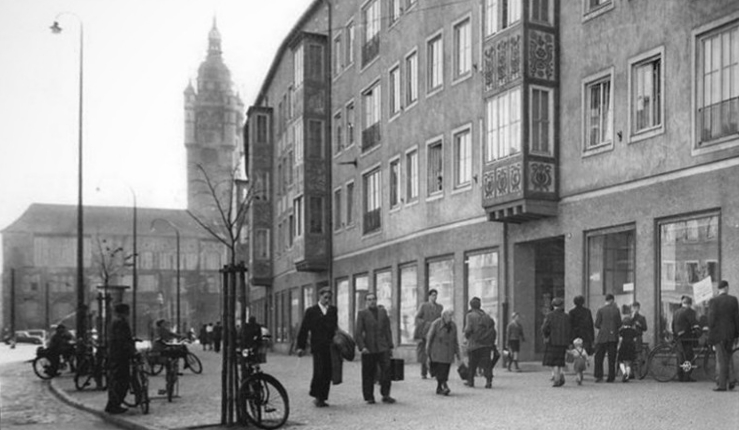
Marktplatz mit Rathaus im Hintergrund (1953)

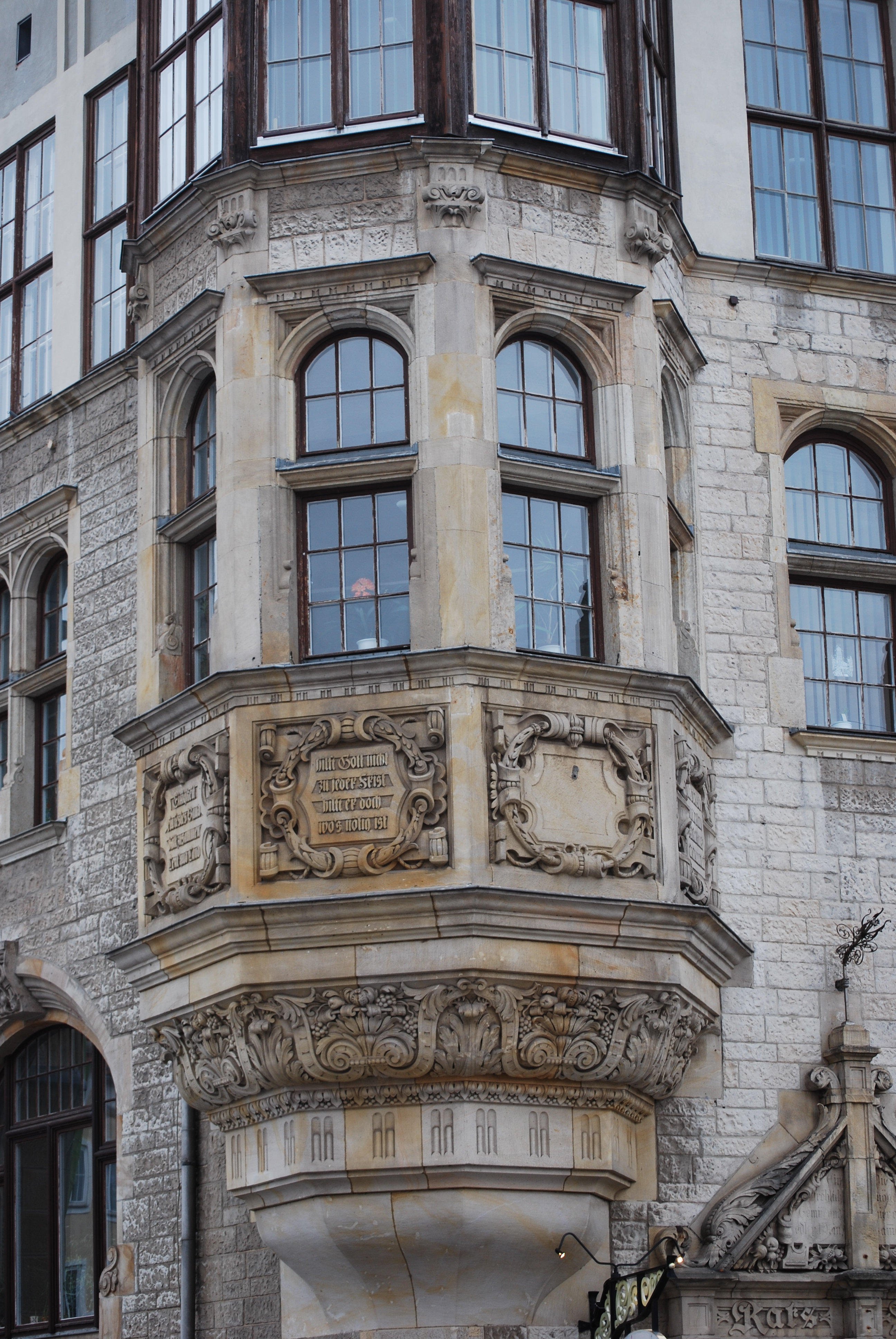
Baudetail

Der Ratskeller konnte bereits früher, am 1. März 1949 als erste Dessauer HO-Gaststätte unter dem Namen Freie Gaststätte am Markt, später wieder Ratskeller, eröffnet werden.
Nach der Wende, nachdem die HO abgewickelt worden war, bekam die Gaststätte verschiedene Pächter. Die Stadtverwaltung hatte 1990/91 einen Wettbewerb für eine angemessene Erweiterung des Rathausgebäudes ausgeschrieben. Mit einem Entwurf war auch das in Dessau angesiedelte Architekturbüro Dieter Bankert und Anne Sommer beteiligt, das den ersten Preis gewann. Realisiert wurde jedoch der zweitplatzierte Entwurf von Josef Paul Kleihues (die im unteren Luftbild zu erkennenden Gebäude mit den auffälligen Kupferdächern).
Von 1993 bis 1996 wurde der Ratskeller umfangreich rekonstruiert. Seit dem 1. Januar 2006 ist die Gesellschaft Zum Alten Dessauer Betreiber des Gastronomiebetriebs Historischer Ratskeller zu Dessau.
Im Jahr 2006 wurde der Westflügel des Rathauses umfangreich erneuert.

## Nutzung des Gebäudekomplexes seit 2007
Das Rathaus war bis 2007 Sitz der Stadtverwaltung der Stadt Dessau. Seit der Kreisreform am 1. Juli 2007, bei der aus der kreisfreien Stadt Dessau und der zum aufgelösten Landkreis Anhalt-Zerbst gehörenden Stadt Roßlau die Stadt Dessau-Roßlau entstand, ist es Sitz der neuen Stadtverwaltung Dessau-Roßlau und der meisten Ämter wie des Bürgeramtes, der Stadtinformation, dem Bürgermeisterbereich, dem Bereich Finanzen, dem Einwohnermeldeamt und dem Standesamt. Das Rathaus Roßlau, Markt 5, beherbergt als Technisches Rathaus das Dezernat für Wirtschaft und Stadtentwicklung, sowie die dazugehörigen Fachämter.

## Umgebung

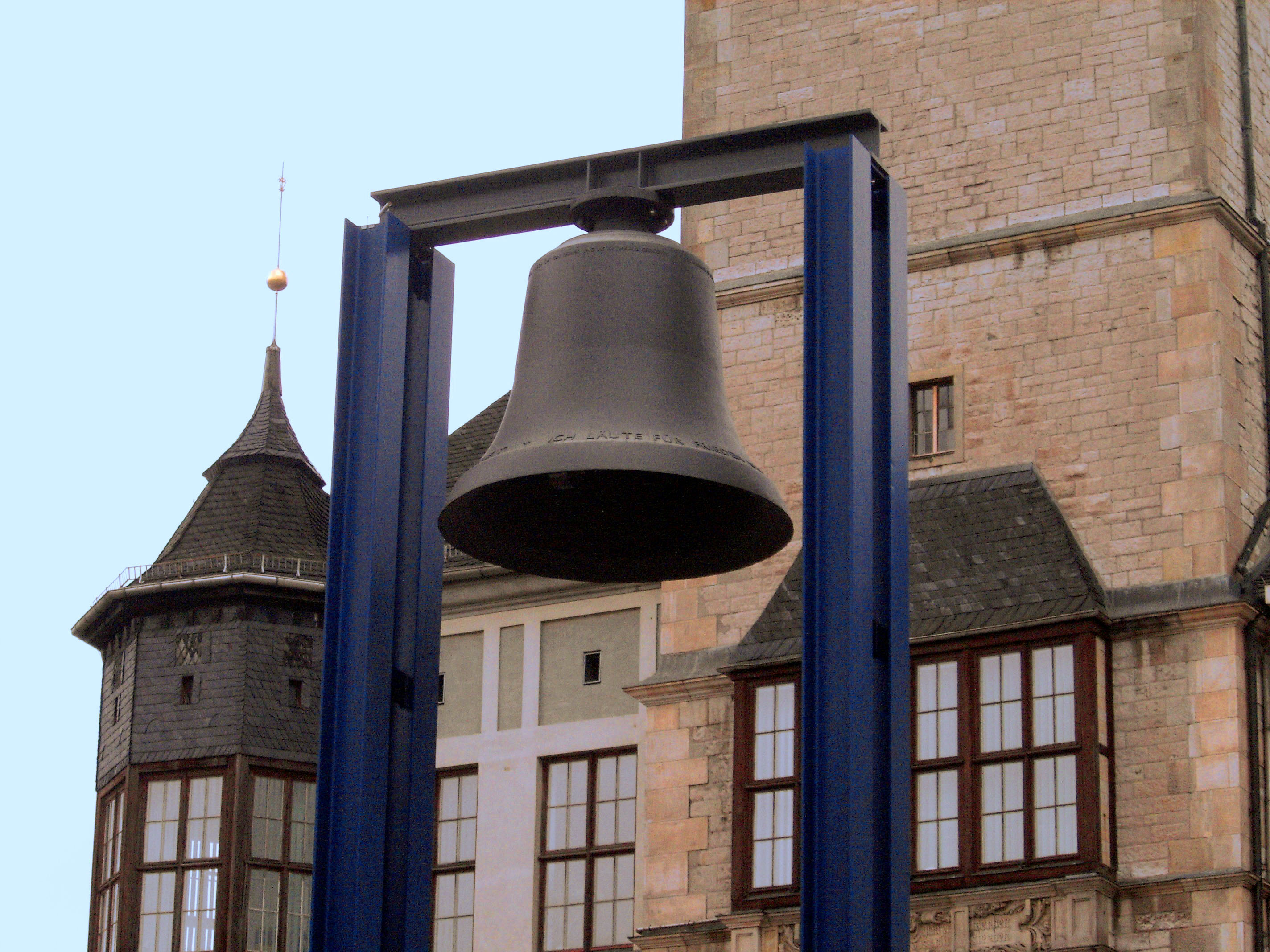
Friedensglocke

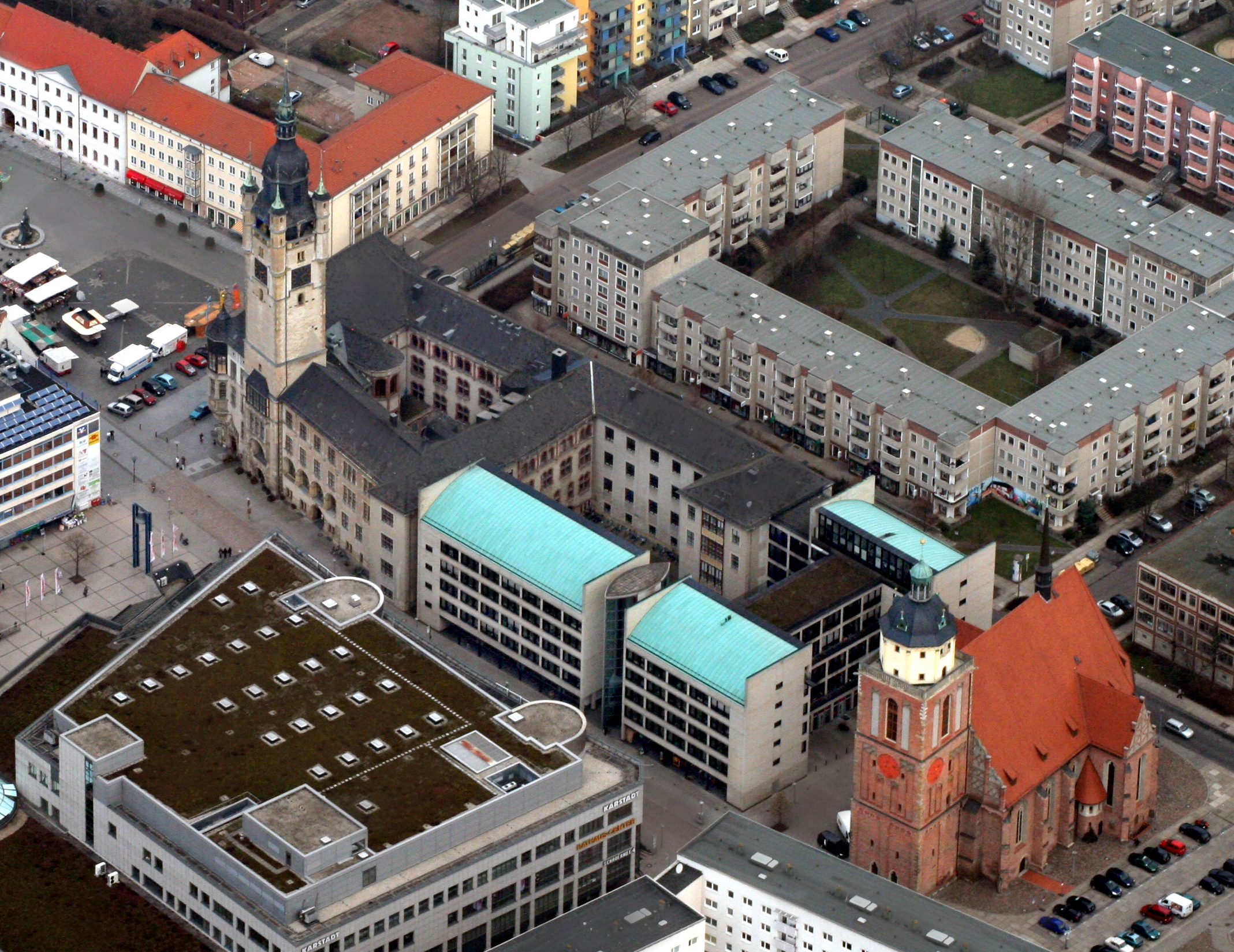
Rathaus und nähere Umgebung aus der Luft (2009)

Seit dem 9. November 2002 befindet sich vor dem Rathaus die Friedensglocke, ein Denkmal für die politische Wende 1989 in der Deutschen Demokratischen Republik mit den Inschriften „Keine Gewalt“ und „Ich läute für Frieden und Freiheit + Ohne Freiheit kein Frieden + Ohne Frieden keine Freiheit“' Sie ist heute ein Treffpunkt für Friedensgebete und andere Aktionen. Insbesondere in den Zeiten des Irak-Krieges und der Anti-Hartz-Demonstrationen fanden hier regelmäßige Treffen statt.
Im September 1995 wurde zwischen Stadtpark und Rathaus das Einkaufszentrum „Rathaus-Center“ mit etwa 20.000 m² Verkaufsfläche und etwa 80 Fachgeschäften eröffnet, das durch die Deutsche EuroShop errichtet und vom ECE Projektmanagement betrieben wird.

## Künstlerische Abbildungen
Am 22. April 2002 wurde vom polnischen Künstler Krysztof Nitsch aus der Dessauer Partnerstadt Gliwice eine auf 250 Exemplare limitierte Gedenkmedaille vorgestellt, die an das hundertjährige Bestehen des Rathauses erinnert.